# Eeuwige Vrede van 1686
De Eeuwige Vrede van 1686 (Pools: Pokój wieczysty of Pokój Grzymułtowskiego, Russisch: Вечный мир; Vetsjny mir) was een verdrag tussen het tsaardom Rusland en Pools-Litouwse Gemenebest, dat werd getekend door de Poolse afgevaardigden Krzysztof Grzymułtowski (woiwode van Poznań) en Marcjan Ogiński (kanselier (kanclerz) van Litouwen) en de Russische knjaz Vasili Golitsyn op 6 mei 1686 in Moskou. Het bevestigde de eerdere Verdrag van Androesovo van 1667.
Het verdrag bestond uit een preambule en 33 artikelen. Het verdrag legde de Russische bezittingen vast; Linkeroever-Oekraïne, Zaporizje, Severski, de steden Tsjernihiv, Starodoeb, Smolensk en haar buitengebieden. Polen behield Rechteroever-Oekraïne.
Beide partijen kwamen overeen om geen apart verdrag te tekenen met de Ottomaanse sultan Mehmet IV. Door het tekenen van dit verdrag werd Rusland een lid van de aniti-Turkse coalitie, waartoe Polen, het Heilige Roomse Rijk en Venetië behoorden. Rusland drong erop aan om een militaire campagne te organiseren tegen het Krimkanaat. Het verdrag was een groot succes voor de Russische diplomatie en betekende een keerpunt in de Russisch-Poolse relaties, waardoor het een grote rol speelde in de strijd van de Oost-Europese volkeren tegen de Turks-Tataarse agressie. Bovendien zorgde het voor een mogelijkheid voor de Russen om de strijd aan te gaan met het koninkrijk Zweden tijdens de Grote Noordse Oorlog in de strijd om de toegang tot de Oostzee.